# Viking Hills
Viking Hills är en kulle i Antarktis. Den ligger i Östantarktis. Nya Zeeland gör anspråk på området. Toppen på Viking Hills är 1 093 meter över havet.
Terrängen runt Viking Hills är huvudsakligen kuperad, men österut är den bergig. Trakten är obefolkad. Det finns inga samhällen i närheten. 